# ديك هدسون
ديك هدسون (بالإنجليزية: Dick Hudson)‏ هو لاعب كرة قدم أمريكية أمريكي، ولد في 30 يوليو 1940 في ممفيس في الولايات المتحدة، وتوفي في 2 مارس 2016 في باريس في الولايات المتحدة.

## وصلات خارجية
- ديك هدسون على موقع مرجع كرة القدم المحترفة.كوم (الإنجليزية)